# (7496) Miroslavholub
(7496) Miroslavholub est un astéroïde de la ceinture principale.

## Description
(7496) Miroslavholub est un astéroïde de la ceinture principale. Il fut découvert le 27 novembre 1995 à l'Observatoire Kleť par Miloš Tichý. Il présente une orbite caractérisée par un demi-grand axe de 3,10 UA, une excentricité de 0,34 et une inclinaison de 15,2° par rapport à l'écliptique.
Il a été nommé en l'honneur du poète tchèque Miroslav Holub (1923-1998).

## Compléments